# Licania macrophylla
Licania macrophylla là một loài thực vật có hoa trong họ Cám. Loài này được Benth. mô tả khoa học đầu tiên năm 1850.